# Catadipson
Catadipson is een geslacht van wantsen uit de familie van de Acanthosomatidae (Kielwantsen). Het geslacht werd voor het eerst wetenschappelijk beschreven door Breddin in 1903.

## Soorten
Het genus bevat de volgende soorten:

- Catadipson aper (Breddin, 1903)
- Catadipson imernensis (Cachan, 1952)
- Catadipson sus (Breddin, 1906)